# Hoe ik mijn moeder vermoordde
Hoe ik mijn moeder vermoordde is een gedramatiseerde documentaire van Theo van Gogh uit 1996.
De film speelt zich af tijdens een bezoek van Theo (Theodor Holman) en zijn nieuwe vriendin Karin (Ariane Schluter) aan Theo's bejaarde moeder (Coks Holman-Boon). Belangrijke thema's tijdens de ontmoeting zijn euthanasie, het Indische kampverleden van de moeder en de complexe verhouding tussen moeder en zoon. Tijdens het gesprek komt ook de relatie tussen Theo en Karin onder druk te staan.

## Hoofdrolspelers
| Acteur           | Personage |
| ---------------- | --------- |
| Ariane Schluter  | Karin     |
| Coks Holman-Boon | moeder    |
| Theodor Holman   | Theo      |